# 郭陆滩镇
郭陆滩镇是中国河南省固始县中部的一个镇。总面积96.2平方公里，人口5.3万。下辖1个街道居委会及西元、前楼、胡楼、南井、姬公、九桠、孙棚、圈堰、龙井、东元、桥口、太平、余岗、周岗、青峰、孙桥、玄中、河东、仰山、椿树岗等20个行政村。有“固始县无南关，四十华里郭陆滩”之美誉。辖下太平村为固始县劳务经济的典型。

## 历史沿革
1940年设古蓼镇，1949年建郭陆滩区，1956年设乡，1958年更名红旗公社，1959年改郭陆滩公社，1983年改乡，1996年撤乡建镇。